# Coupe d'Italie de football 2004-2005
Navigation
Coupe d'Italie 2003-2004 Coupe d'Italie 2005-2006
La Coupe d'Italie de football 2004-2005 est la 58e édition de la Coupe d'Italie. La compétition commence le 14 août 2004 et elle se termine le 15 juin 2005, date de la finale retour. Le club vainqueur de la Coupe est qualifié d'office pour la Coupe UEFA 2005-2006 hormis s'il gagne le droit de disputer la Ligue des champions.
La finale oppose l'Inter Milan à l'AS Rome et le club lombard gagne par 3-0, score cumulé aller-retour.

## Déroulement de la compétition

### Participants

#### Serie A (D1)
Les 20 clubs de Serie A sont engagés en Coupe d'Italie.

#### Serie B (D2)
Les 22 clubs de Serie B sont engagés en Coupe d'Italie.

#### Serie C1 (D3)
6 clubs de Serie C1 sont engagés en Coupe d'Italie.

### Calendrier
| Phase            | Tour           | Aller                        | Retour               |
| ---------------- | -------------- | ---------------------------- | -------------------- |
| Phase de groupes | 1re journée    | 14 août 2004                 | -                    |
| Phase de groupes | 2e journée     | 22 août 2004                 | -                    |
| Phase de groupes | 3e journée     | 29 août - 1er septembre 2004 | -                    |
| Phase finale     | 1er tour       | 15 septembre 2004            | 29 septembre 2004    |
| Phase finale     | 1/8e de finale | 19 - 20 - 21 novembre 2004   | 12 - 13 janvier 2005 |
| Phase finale     | 1/4 de finale  | 26 - 27 janvier 2005         | 16 - 17 mars 2005    |
| Phase finale     | 1/2 finales    | 11 - 12 mai 2005             | 18 - 19 mai 2005     |
| Phase finale     | Finale         | 12 juin 2005                 | 15 juin 2005         |

## Résultats

### Phase de groupes

#### Groupe 1
| Rang | Équipe             | Pts | J | G | N | P | Bp | Bc | Diff |  | Résultats (▼ dom., ► ext.) | TOR | LUM | GEN | EMP |
| ---- | ------------------ | --- | - | - | - | - | -- | -- | ---- |  | -------------------------- | --- | --- | --- | --- |
| 1    | Torino Calcio (D2) | 7   | 3 | 2 | 1 | 0 | 13 | 7  | +6   |  | Torino Calcio (D2)         |     |     |     | 5-3 |
| 2    | AC Lumezzane (D3)  | 4   | 3 | 1 | 1 | 1 | 5  | 8  | -3   |  | AC Lumezzane (D3)          | 1-5 |     |     | 1-1 |
| 3    | Genoa CFC (D2)     | 4   | 3 | 1 | 1 | 1 | 7  | 6  | +1   |  | Genoa CFC (D2)             | 3-3 | 2-3 |     |     |
| 4    | Empoli FC (D2)     | 1   | 3 | 0 | 1 | 2 | 4  | 8  | -4   |  | Empoli FC (D2)             |     |     | 0-2 |     |

#### Groupe 2
| Rang | Équipe                         | Pts | J | G | N | P | Bp | Bc | Diff |  | Résultats (▼ dom., ► ext.)     | ATA | ALB | VIC | PRO |
| ---- | ------------------------------ | --- | - | - | - | - | -- | -- | ---- |  | ------------------------------ | --- | --- | --- | --- |
| 1    | Atalanta BC (D1)               | 7   | 3 | 2 | 1 | 0 | 9  | 4  | +5   |  | Atalanta BC (D1)               |     | 3-0 |     |     |
| 2    | UC AlbinoLeffe (D2)            | 6   | 3 | 2 | 0 | 1 | 3  | 3  | 0    |  | UC AlbinoLeffe (D2)            |     |     |     | 2-0 |
| 3    | Vicence Calcio (D2)            | 3   | 3 | 1 | 0 | 2 | 4  | 6  | -2   |  | Vicence Calcio (D2)            | 2-4 | 0-1 |     |     |
| 4    | Pro Patria Gallaratese GB (D3) | 1   | 3 | 0 | 1 | 2 | 3  | 6  | -3   |  | Pro Patria Gallaratese GB (D3) | 2-2 |     | 1-2 |     |

#### Groupe 3
| Rang | Équipe                   | Pts | J | G | N | P | Bp | Bc | Diff |  | Résultats (▼ dom., ► ext.) | TRI | MOD | TRE | VEN |
| ---- | ------------------------ | --- | - | - | - | - | -- | -- | ---- |  | -------------------------- | --- | --- | --- | --- |
| 1    | US Triestina Calcio (D2) | 9   | 3 | 3 | 0 | 0 | 6  | 2  | +4   |  | US Triestina Calcio (D2)   |     |     | 4-2 | 1-0 |
| 2    | Modène FC (D2)           | 6   | 3 | 2 | 0 | 1 | 5  | 3  | +2   |  | Modène FC (D2)             | 0-1 |     |     |     |
| 3    | Trévise FBC (D2)         | 1   | 3 | 0 | 1 | 2 | 4  | 7  | -3   |  | Trévise FBC (D2)           |     | 1-2 |     |     |
| 4    | AC Venise (D2)           | 1   | 3 | 0 | 1 | 2 | 2  | 5  | -3   |  | AC Venise (D2)             |     | 1-3 | 1-1 |     |

#### Groupe 4
| Rang | Équipe                  | Pts | J | G | N | P | Bp | Bc | Diff |  | Résultats (▼ dom., ► ext.) | LIV | CES | ASC | ARE |
| ---- | ----------------------- | --- | - | - | - | - | -- | -- | ---- |  | -------------------------- | --- | --- | --- | --- |
| 1    | AS Livourne Calcio (D1) | 7   | 3 | 2 | 1 | 0 | 6  | 4  | +2   |  | AS Livourne Calcio (D1)    |     |     | 2-1 |     |
| 2    | AC Cesena (D2)          | 5   | 3 | 1 | 2 | 0 | 4  | 3  | +1   |  | AC Cesena (D2)             | 1-1 |     | 1-1 |     |
| 3    | Ascoli Calcio 1898 (D2) | 4   | 3 | 1 | 1 | 1 | 3  | 3  | 0    |  | Ascoli Calcio 1898 (D2)    |     |     |     | 1-0 |
| 4    | US Arezzo (D2)          | 0   | 3 | 0 | 0 | 3 | 3  | 6  | -3   |  | US Arezzo (D2)             | 2-3 | 1-2 |     |     |

#### Groupe 5
| Rang | Équipe                | Pts | J | G | N | P | Bp | Bc | Diff |  | Résultats (▼ dom., ► ext.) | FIO | PLA | HEL | COM |
| ---- | --------------------- | --- | - | - | - | - | -- | -- | ---- |  | -------------------------- | --- | --- | --- | --- |
| 1    | ACF Fiorentina (D1)   | 7   | 3 | 2 | 1 | 0 | 6  | 0  | +6   |  | ACF Fiorentina (D1)        |     |     | 3-0 | 3-0 |
| 2    | Plaisance FC (D2)     | 7   | 3 | 2 | 1 | 0 | 5  | 0  | +5   |  | Plaisance FC (D2)          | 0-0 |     |     |     |
| 3    | Hellas Vérone FC (D2) | 3   | 3 | 1 | 0 | 2 | 2  | 5  | -3   |  | Hellas Vérone FC (D2)      |     | 0-2 |     |     |
| 4    | Côme Calcio (D3)      | 0   | 3 | 0 | 0 | 3 | 0  | 8  | -8   |  | Côme Calcio (D3)           |     | 0-3 | 0-2 |     |

#### Groupe 6
| Rang | Équipe                | Pts | J | G | N | P | Bp | Bc | Diff |  | Résultats (▼ dom., ► ext.) | TER | RIM | PER | PES |
| ---- | --------------------- | --- | - | - | - | - | -- | -- | ---- |  | -------------------------- | --- | --- | --- | --- |
| 1    | Ternana Calcio (D2)   | 6   | 3 | 2 | 0 | 1 | 4  | 3  | +1   |  | Ternana Calcio (D2)        |     | 1-0 |     | 3-1 |
| 2    | Rimini Calcio FC (D3) | 4   | 3 | 1 | 1 | 1 | 4  | 4  | 0    |  | Rimini Calcio FC (D3)      |     |     | 1-0 |     |
| 3    | AC Pérouse (D2)       | 4   | 3 | 1 | 1 | 1 | 3  | 2  | +1   |  | AC Pérouse (D2)            | 2-0 |     |     |     |
| 4    | Pescara Calcio (D2)   | 2   | 3 | 0 | 2 | 1 | 5  | 7  | -2   |  | Pescara Calcio (D2)        |     | 3-3 | 1-1 |     |

#### Groupe 7
| Rang | Équipe                 | Pts | J | G | N | P | Bp | Bc | Diff |  | Résultats (▼ dom., ► ext.) | SAL | CTN | CTZ | AVE |
| ---- | ---------------------- | --- | - | - | - | - | -- | -- | ---- |  | -------------------------- | --- | --- | --- | --- |
| 1    | Salernitana Sport (D2) | 9   | 3 | 3 | 0 | 0 | 7  | 3  | +4   |  | Salernitana Sport (D2)     |     | 2-1 | 2-1 |     |
| 2    | Calcio Catane (D2)     | 6   | 3 | 2 | 0 | 1 | 6  | 3  | +3   |  | Calcio Catane (D2)         |     |     | 2-0 | 3-1 |
| 3    | US Catanzaro (D2)      | 1   | 3 | 0 | 1 | 2 | 2  | 5  | -3   |  | US Catanzaro (D2)          |     |     |     | 1-1 |
| 4    | US Avellino (D3)       | 1   | 3 | 0 | 1 | 2 | 3  | 7  | -4   |  | US Avellino (D3)           | 1-3 |     |     |     |

#### Groupe 8
| Rang | Équipe                 | Pts | J | G | N | P | Bp | Bc | Diff |  | Résultats (▼ dom., ► ext.) | MES | CRO | BAR | ACI |
| ---- | ---------------------- | --- | - | - | - | - | -- | -- | ---- |  | -------------------------- | --- | --- | --- | --- |
| 1    | FC Messine Peloro (D1) | 9   | 3 | 3 | 0 | 0 | 7  | 1  | +6   |  | FC Messine Peloro (D1)     |     |     |     | 4-0 |
| 2    | FC Crotone (D2)        | 4   | 3 | 1 | 1 | 1 | 5  | 2  | +3   |  | FC Crotone (D2)            | 0-1 |     | 4-0 |     |
| 3    | AS Bari (D2)           | 3   | 3 | 1 | 0 | 2 | 3  | 7  | -4   |  | AS Bari (D2)               | 1-2 |     |     | 2-1 |
| 4    | AS Acireale (D3)       | 1   | 3 | 0 | 1 | 2 | 2  | 7  | -5   |  | AS Acireale (D3)           |     | 1-1 |     |     |

### Premier tour
| Division     | Club                | Aller | Total | Retour | Club             | Division     |
| ------------ | ------------------- | ----- | ----- | ------ | ---------------- | ------------ |
| Serie A (D1) | Atalanta BC         | 4 - 1 | 7 - 3 | 3 - 2  | Reggina Calcio   | Serie A (D1) |
| Serie A (D1) | ACF Fiorentina      | 1 - 1 | 3 - 3 | 2 - 2  | Brescia Calcio   | Serie A (D1) |
| Serie A (D1) | AS Livourne Calcio  | 2 - 1 | 3 - 4 | 1 - 3  | US Lecce         | Serie A (D1) |
| Serie A (D1) | FC Messine Peloro   | 0 - 1 | 1 - 2 | 1 - 1  | AC Sienne        | Serie A (D1) |
| Serie B (D2) | Salernitana Sport   | 2 - 1 | 2 - 3 | 0 - 2  | US Palerme       | Serie A (D1) |
| Serie A (D1) | Bologne FC 1909     | 3 - 1 | 6 - 5 | 3 - 4  | Ternana Calcio   | Serie B (D2) |
| Serie B (D2) | Torino Calcio       | 1 - 0 | 2 - 1 | 1 - 1  | AC Chievo Vérone | Serie A (D1) |
| Serie B (D2) | US Triestina Calcio | 1 - 3 | 2 - 6 | 1 - 3  | Cagliari Calcio  | Serie A (D1) |

### Huitièmes de finale
| Division     | Club            | Aller | Total | Retour | Club            | Division     |
| ------------ | --------------- | ----- | ----- | ------ | --------------- | ------------ |
| Serie A (D1) | Atalanta BC     | 2 - 0 | 5 - 3 | 3 - 3  | Juventus FC     | Serie A (D1) |
| Serie A (D1) | Cagliari Calcio | 2 - 1 | 4 - 4 | 2 - 3  | SS Lazio        | Serie A (D1) |
| Serie A (D1) | ACF Fiorentina  | 2 - 0 | 5 - 0 | 3 - 0  | Parme FC        | Serie A (D1) |
| Serie A (D1) | FC Inter Milan  | 3 - 1 | 6 - 2 | 3 - 1  | Bologne FC 1909 | Serie A (D1) |
| Serie A (D1) | US Lecce        | 4 - 5 | 8 - 8 | 4 - 3  | Udinese Calcio  | Serie A (D1) |
| Serie A (D1) | US Palerme      | 1 - 2 | 1 - 4 | 0 - 2  | AC Milan        | Serie A (D1) |
| Serie A (D1) | AS Rome         | 1 - 2 | 6 - 3 | 5 - 1  | AC Sienne       | Serie A (D1) |
| Serie B (D2) | Torino Calcio   | 0 - 2 | 2 - 3 | 2 - 1  | UC Sampdoria    | Serie A (D1) |

### Quarts de finale
| Division     | Club            | Aller | Total | Retour              | Club           | Division     |
| ------------ | --------------- | ----- | ----- | ------------------- | -------------- | ------------ |
| Serie A (D1) | Atalanta BC     | 0 - 1 | 0 - 4 | 0 - 3               | FC Inter Milan | Serie A (D1) |
| Serie A (D1) | Cagliari Calcio | 2 - 0 | 4 - 3 | 2 - 3               | UC Sampdoria   | Serie A (D1) |
| Serie A (D1) | AC Milan        | 3 - 2 | 4 - 6 | 1 - 4               | Udinese Calcio | Serie A (D1) |
| Serie A (D1) | AS Rome         | 1 - 0 | 1 - 1 | 0 - 1 a.p., 7-6 tab | ACF Fiorentina | Serie A (D1) |

### Demi-finales
| Division     | Club            | Aller | Total | Retour | Club           | Division     |
| ------------ | --------------- | ----- | ----- | ------ | -------------- | ------------ |
| Serie A (D1) | AS Rome         | 1 - 1 | 3 - 2 | 2 - 1  | Udinese Calcio | Serie A (D1) |
| Serie A (D1) | Cagliari Calcio | 1 - 1 | 2 - 4 | 1 - 3  | FC Inter Milan | Serie A (D1) |

### Finale
| Division     | Club    | Aller | Total | Retour | Club           | Division     |
| ------------ | ------- | ----- | ----- | ------ | -------------- | ------------ |
| Serie A (D1) | AS Rome | 0 - 2 | 0 - 3 | 0 - 1  | FC Inter Milan | Serie A (D1) |